# 당적 (한국)
당적(唐笛)은 한국 전통 음악에 사용되는 작은 끝으로 불어 만든 대나무 악기이다. 비슷한 악기인 중금보다 약간 작은 당적은 중국에서 유래된 것으로 알려져 있다. 중국 당나라에서 유래된 이름인 당적(唐浮)은 " 당나라 말에 부는 대나무 피리"라는 뜻이다. 당적은 맑고 밝은 소리를 내는 악기로, 한국의 전통악기와 현대악기 중에서 당적은 가장 높은 음높이를 가지고 있다.

## 같이 보기
- 대금
- 중금
- 소금 (악기)
- 한국 전통 악기